# Однажды осенью
«Однажды осенью» — рассказ Максима Горького, написанный в 1894 году. Впервые напечатан в «Самарской газете» в 1895 году с подзаголовком «Рассказ бывалого человека»; подзаголовок печатался до 1903 года. В 1899 году рассказ вошёл в третий том сборника «Очерки и рассказы».

## Сюжет
В рассказе представлено необычное событие, произошедшее с семнадцатилетним Горьким в холодный осенний вечер в конце октября. Автор пишет, что оказался в неприятном положении: без денег и знакомых в новом городе. Пойти ему было некуда, и он забрел в место, где находились пароходные пристани. Автор рассуждал о том, что «при данном состоянии культуры голод души можно удовлетворить скорее, чем голод тела». Ему было холодно и голодно. Он слонялся вдоль ларей в тщетных поисках чего-нибудь съестного, когда увидел скорченную женскую фигуру на песке: девушка подрывала один из ларей, чтоб найти еды, и попросила помочь ей.
Девушка эта была весьма миловидной и молодой, а её лицо портило три синяка. После неудавшегося подкопа, девушка предложила сбить хлипкий замок. Автор так и сделал. А в ларе был найден мокрый каравай, который они с удовольствием разделили. Но нужно было уходить, и наши герои решили спрятаться на ночь в перевернутую лодку. Познакомившись ближе с девушкой Наташей, становится ясно, что она проститутка. Девушка делится тем, что избивает её кредитный любовник и что ненавидит она всех мужчин. Но тут же увидев, что нашему герою очень холодно, принимается его согревать. Да и после утешает, дарит надежду, что все будет хорошо в будущем. Автор пишет: «Она меня утешала… Она меня ободряла…».
Автор настолько был тронут такой заботой незнакомого человека, который сам в такой заботе нуждался, что сердце его расстаяло. «Тогда из моих глаз градом полились слёзы, смывшие с сердца моего много злобы, тоски, глупости и грязи, накипевшей на нём пред этой ночью…».
До рассвета они так и лежали вместе, а на утро, дойдя до города, попрощались тепло, как друзья. Больше они никогда не виделись.

## Критика
Анатолий Волков писал о данном рассказе:

Однажды осенью" и другие рассказы о людях низшего сословия дали повод буржуазной критике назвать Горького певцом босячества. Таким определением критики пытались принизить социальное значение горьковского разоблачительства. Они видели опасность произведений Горького для буржуазии, но не понимали их глубокого смысла…Горького не интересовала «живописность» быта отверженных. В них не было пассивного сострадания, лицемерных слез. Горький подчеркивал в своих босяках все то, что возвышало их над мещанской средой. Главным для Горького было их стремление освободиться от прописной морали буржуазного общества, суть которой сводилась к охране собственника и всего награбленного им.

Автор изображает теплоту между двумя «отверженными» людьми в данном рассказе. Он показывает замечательные душевные качества в проститутке Наташе, которая несмотря на свое положение, помогает, утешает, ободряет — действует от всего сердца.
Павел Басинский, в свою очередь, отмечал, что Горький в этом раннем рассказе «пытался найти светлое начало в „заблудших существах“, взывал к сочувствию со стороны себя и своих героев и выступал против попыток унизить и оскорбить маленького человека».

## Экранизация
- Однажды осенью (2026). Россия. Режиссёр — Никита Сорокин[5].